# Klaus Wanninger
Klaus Wanninger, früher auch Klaus Christian Wanninger (* 1. März 1953 in Karlsruhe, Baden-Württemberg als Ernst Wenninger), ist das Pseudonym eines schwäbischen Schriftstellers, der vor allem durch seine Kriminalromane mit starkem regionalen Bezug bekannt wurde. Er lebt in Backnang-Maubach in der Region Stuttgart.

## Leben
Wanninger studierte Evangelische Theologie und Geographie an der Universität Heidelberg, ist Studienrat und arbeitet als Religionslehrer an einem Gymnasium in Backnang. Seit etwa 1972 ist er pro Jahr ca. 100 000 km auf Schienen in ganz Europa unterwegs.
Er schreibt Romane, Sachbücher, Reiseführer und journalistische Arbeiten. Sein Pseudonym verwendet er nach eigenen Angaben, weil er der Meinung ist, dass die Jugendlichen der heutigen Zeit eher Mut zugesprochen bekommen sollten, als sich mit der negativen Welt seiner Bücher zu beschäftigen. Aus diesem Grund legt er Wert darauf, dass sein richtiger Name in diesem Zusammenhang nicht bekannt wird.
Wanninger gehört zu den Krimiautoren mit Romanen mit regionalem Bezug wie Jacques Berndorf oder Hannes Nygaard.
Seine Stammleserschaft lebt überwiegend in Baden-Württemberg.

## Auszeichnungen
- 1985 Buch des Monats, Deutsche Akademie für Kinder- und Jugendliteratur (Das Inter-Rail-Reisebuch)

## Werke (Auswahl)
Die erfolgreichsten Veröffentlichungen von Wanninger sind seine Schwaben-Krimis mit den beiden Protagonisten Katrin Neundorf und Steffen Braig vom LKA Stuttgart.
Schwaben-Reihe:
- Schwaben-Rache.  KBV, Hamm 2000, ISBN 3-934638-49-X
- Schwaben-Messe.  KBV, Hamm 2001, ISBN 3-934638-52-X
- Schwaben-Hass.  KBV, Hamm 2001, ISBN 3-934638-97-X
- Schwaben-Wut.  KBV, Hamm 2002, ISBN 3-934638-87-2
- Schwaben-Angst.  KBV, Hamm 2002, ISBN 3-934638-87-2
- Schwaben-Zorn.  KBV, Hamm 2003, ISBN 3-937001-31-X
- Schwaben-Wahn.  KBV, Hamm 2004, ISBN 3-937001-40-9
- Schwaben-Gier.  KBV, Hamm 2005, ISBN 3-937001-60-3
- Schwaben-Sumpf.  KBV, Hamm 2006, ISBN 3-937001-83-2
- Schwaben-Herbst.  KBV, Hamm 2007, ISBN 3-940077-20-8
- Schwaben-Engel.  KBV, Hamm 2008, ISBN 3-940077-39-9
- Schwaben-Ehre.  KBV, Hillesheim 2009, ISBN 978-3-940077-70-7
- Schwaben-Sommer.  KBV, Hillesheim 2010, ISBN 978-3-940077-92-9
- Schwaben-Filz.  KBV, Hillesheim 2011, ISBN 978-3-942446-31-0
- Schwaben-Liebe. KBV, Hillesheim 2012, ISBN 978-3-942446-71-6
- Schwaben-Freunde. KBV, Hillesheim 2013, ISBN 978-3-942446-98-3
- Schwaben-Finsternis. KBV, Hillesheim 2014, ISBN 978-3-95441-185-6
- Schwaben-Träume. KBV, Hillesheim 2016, ISBN 978-3-95441-310-2
- Schwaben-Fest. KBV, Hillesheim 2017, ISBN 978-3-95441-381-2
- Schwaben-Donnerwetter. KBV, Hillesheim 2020, ISBN 978-3-95441-523-6
- Schwaben-Nachbarn. KBV, Hillesheim 2021, ISBN 978-3-95441-587-8
- Schwaben-Zukunft. KBV, Hillesheim 2022, ISBN 978-3-95441-632-5
- Schwaben-Prinzessin. KBV, Hillesheim 2024, ISBN 978-3-95441-685-1

weitere Romane und Erzählungen:
- Ottilie und Hermine: ein heiterer Roman aus dem Schwäbischen. Salzer, Heilbronn 1986, ISBN 3-89808-255-5
- Berta und ihr Fahrrad. 1987, ISBN 3-7936-0587-6
- Hilfe, ich suche eine Frau. 1991, ISBN 3-7936-0304-0

Sachbücher:
- Predigt für Ronald Reagan. 1984, ISBN 3-88458-074-4
- Wie's früher war. 1986, ISBN 3-7936-0281-8